# Bernard Hecht
Pour les articles homonymes, voir Hecht.
Bernard Hecht est un réalisateur et scénariste français né le 15 mai 1917 à Paris et mort dans la même ville le 23 décembre 1999. Il est l’un des pionniers de la télévision française d'après-guerre.

## Biographie
Après des études de mathématiques et ses premières amours avec le conservatoire d'art dramatique de Lille, la guerre éclate. Il rencontre, dès 1942, Germaine Ledoyen, comédienne œuvrant chez Baty, Copeau, Jouvet, etc. Le couple adopte Guillaume en 1961, aujourd'hui producteur et réalisateur. 
Il entre à la télévision française en 1945. D'abord mélangeur d'images au rythme de deux heures de programmes par jour, il propose très rapidement ses services en créant les émissions jeunesse. Réalisateur, auteur, scénariste, il réalise plus d'une vingtaine de feuilletons pour l'ORTF dont Bastoche et Charles-Auguste qui a créé le genre. Il dirige sous l'autorité de Jean d'Arcy le service des dramatiques entre 1952 et 1956,. La télévision est née, et ses pionniers créent les premiers grands succès populaires.
Pour la série La Malle de Hambourg, Bernard Hecht a travaillé près de sept ans pour en peaufiner le scénario.
Nombre de jeunes comédiens débutent à la télévision sous sa direction : Jean Rochefort, Claude Rich, Michel Galabru, Jean-Philippe Smet, etc.
C'est sans concession qu'il assiste en 1974 à l'implosion de l'ORTF. Dès lors, son passé scientifique le rappelle ; il participe aux études techniques et au lancement de la deuxième chaîne en couleurs (service des études de l'ORTF) ; puis à la formation des jeunes réalisateurs. Il finit sa carrière à l'INA en 1984.
Bernard Hecht était un passionné de modélisme ferroviaire, de William Faulkner, de James Joyce et de Shakespeare.
Mort à Paris le 23 décembre 1999, Bernard Hecht scande pour la dernière fois « Coupez ! ».

## Filmographie

### Réalisation
- 1957 : En votre âme et conscience, l'affaire Pranzini
- 1958 : Les Cinq Dernières Minutes (série télévisée), épisode 45 tours et puis s'en vont
- 1960 : Le Fils du cirque (série télévisée)
- 1960 : Bastoche et Charles-Auguste (série télévisée)
- 1962 : La Belle et son fantôme (série télévisée)
- 1964 : Les Beaux Yeux d'Agatha (série télévisée)
- 1972 : La Malle de Hambourg (série télévisée)